# Żarki Średnie
Żarki Średnie (niem. Kesselbach; do 31 grudnia 2002 Żarki) – wieś w Polsce położona w województwie dolnośląskim, w powiecie zgorzeleckim, w gminie Pieńsk.

## Podział administracyjny

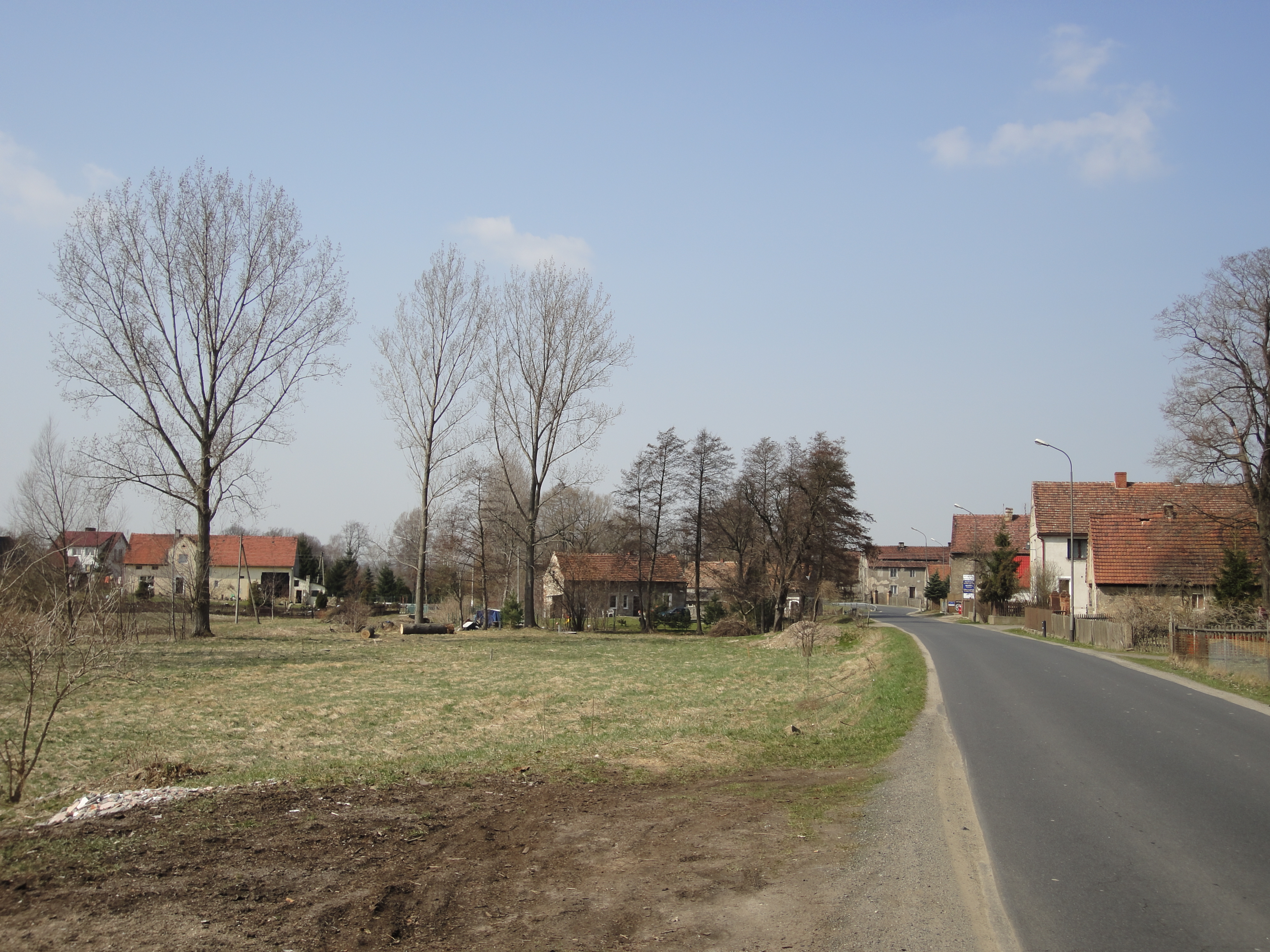
Droga przez Żarki Średnie

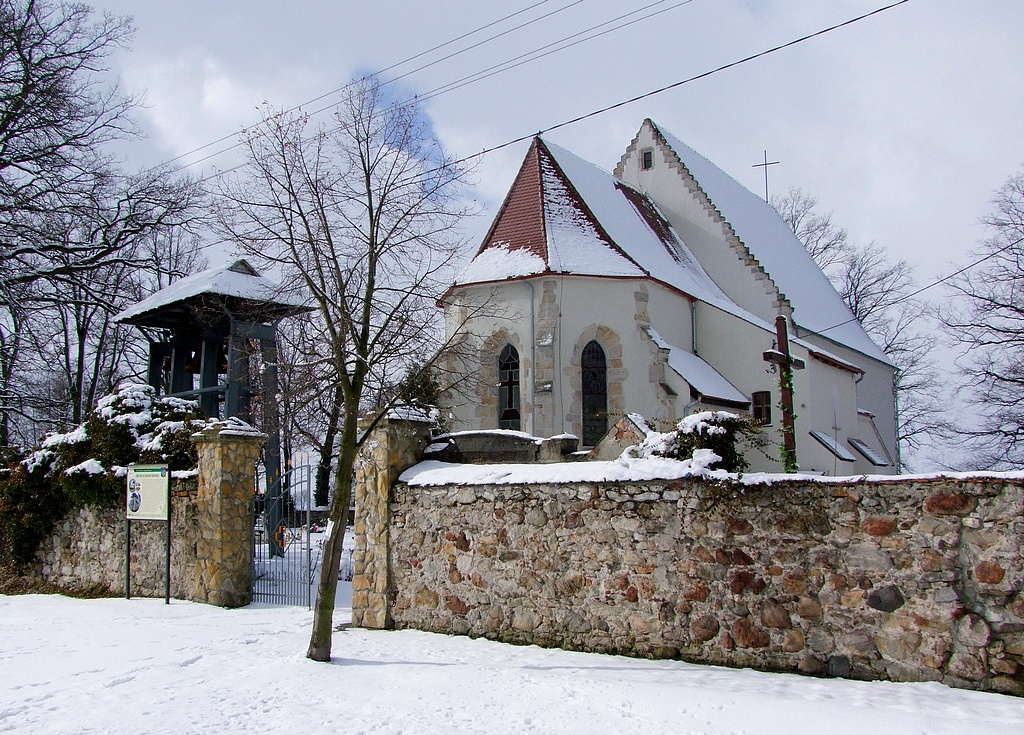
Gotycki kościół Podwyższenia Krzyża Świętego XIV w.

W latach 1975–1998 miejscowość administracyjnie należała do województwa jeleniogórskiego. 1 stycznia 2003 nastąpiła zmiana nazwy wsi z Żarki na Żarki Średnie.

## Demografia
Według Narodowego Spisu Powszechnego (III 2011 r.) liczyły 599 mieszkańców. Są drugą co do wielkości miejscowością gminy Pieńsk. Częścią miejscowości jest Dobrzyszów.

## Położenie
Wieś jest położona przy drodze krajowej nr 4 Zgorzelec-Wrocław-Katowice.

## Zabytki
Do wojewódzkiego rejestru zabytków wpisany jest:
- zespół pałacowy
  - dwór-pałac, z pierwszej połowy XVII w., 1870 r.
  - park, z drugiej połowy XIX w.